# Carl William Blegen
Carl William Blegen, ameriški arheolog, * 27. januar 1887, Minneapolis, Minnesota, † 24. avgust 1971, Atene, Grčija.
Blegen je najbolj znan po svojem delu na arheološkem izkopavanju Troje na področju današnje Turčije med letoma 1932 in 1938. Med letoma 1927 in 1957 je bil profesor klasične arheologije na Univerzi v  Cincinnatiju (Ohio).